# دارکوب پرنیان
دارکوب پرنیان یا دارکوب پرمویی (نام علمی: Leuconotopicus villosus) یک دارکوب با اندازه متوسط است که در منطقه گسترده‌ای از آمریکای شمالی یافت می‌شود. تقریباً ۲۵۰ میلیمتر (۹٫۸ اینچ) در طول با ۳۸۰ میلیمتر (۱۵ اینچ) طول بال‌بازه است. دارکوب پرمویی با جمعیتی که در سال ۲۰۲۰ تقریباً ۹ میلیون فرد برآورد می‌شود، توسط IUCN به عنوان گونه‌ای که کمترین نگرانی را دارد، فهرست شده است. برخی از مقامات نامگذاری، مانند فهرست کلمنتس، این گونه را در سردهٔ Dryobates جای می‌دهند.

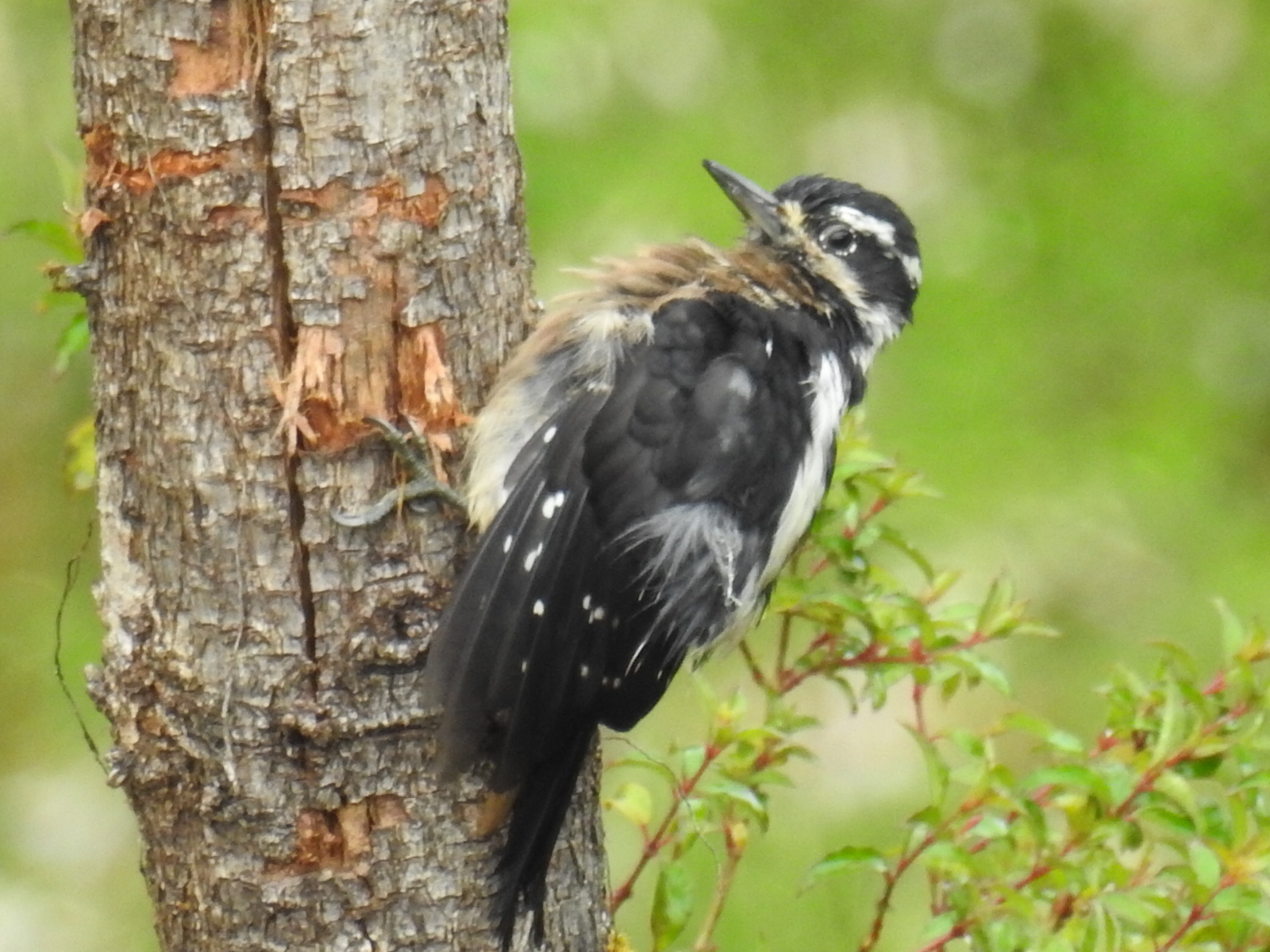
دارکوب پرنیان در کاستاریکا (L. v. extimus)

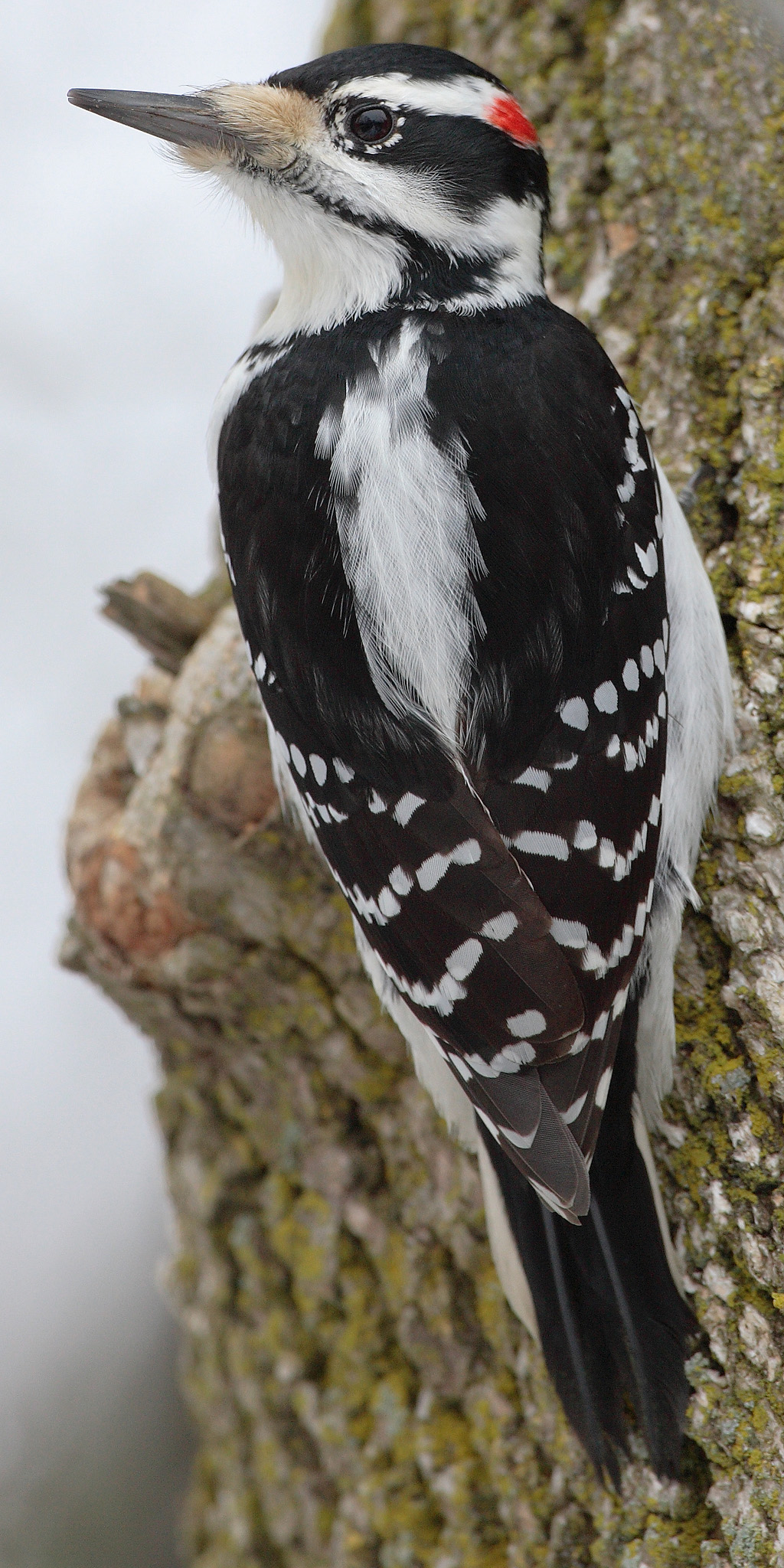
نر